# Madia Pradexe
Madia Pradexe (Madhya Pradesh) é um dos estados da Índia. Sua capital é Bopal, mas a maior cidade é Indore. A língua oficial é o hindi. O estado de Madia Pradexe tem limites com o Rajastão e o Utar Pradexe a norte, Chatisgar a sudeste, Maarastra a sul e o Guzerate a oeste.

## Religião
A maior religião do estado é o hinduísmo com 57,8%, em seguida os muçulmanos com 35,1%, os cristãos com 6,4%, os budistas com 0,2%, outras 0,5%.

## Línguas
O hindi é a língua oficial mas o urdu e inglês também são falados apesar de ainda existir uma comunidade de falantes de língua marata.

## Demografia
Madia Pradexe tem um população de 60 348 023 habitantes e a cidade mais populosa e mais importante é Indore.

## Geografia
Madia Pradexe tem uma área de 308 144 km² e é limitado por Rajastão e Utar Pradexe a norte, Chatisgar a sudoeste, Maarastra a sul e Guzerate a oeste.

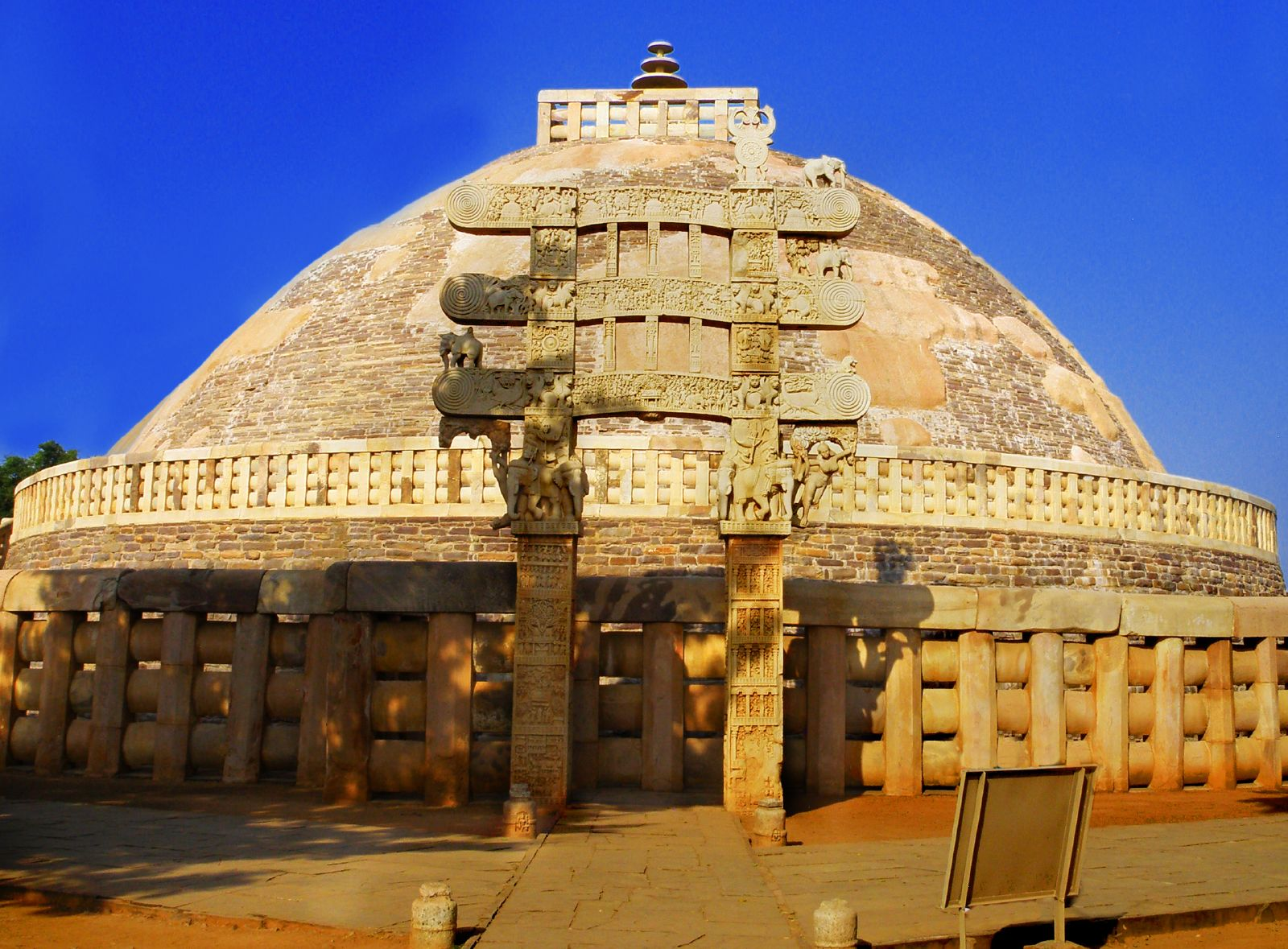
Sanchi Stupa, Madhya Pradesh.jpg